# Frank Wörndl
Frank-Christian Wörndl (Sonthofen, 28 giugno 1959) è un ex sciatore alpino tedesco che gareggiò per la nazionale tedesca occidentale, campione del mondo nello slalom speciale a Crans-Montana 1987.

## Biografia

### Carriera sciistica
Specialista delle prove tecniche, Frank Wörndl ottenne il primo risultato in carriera il 5 febbraio 1978 ai Mondiali di Garmisch-Partenkirchen, giungendo 12º in slalom speciale, e il 21 dicembre dello stesso anno colse a Kranjska Gora nella medesima specialità il primo piazzamento in Coppa del Mondo (8º), mentre ai XIII Giochi olimpici invernali di Lake Placid 1980, suo esordio olimpico, fu 17º nello slalom gigante e 10º nello slalom speciale. Dopo aver disputato diverse stagioni in Coppa del Mondo ottenendo come migliori risultati alcuni piazzamenti tra i primi dieci, nel 1987 ai Mondiali di Crans-Montana vinse la medaglia d'oro nello slalom speciale e si piazzò 7º nello slalom gigante.
L'anno successivo venne convocato per i XV Giochi olimpici invernali di Calgary 1988 e onorò la partecipazione conquistando la medaglia d'argento nello slalom speciale, chiudendo alle spalle dell'italiano Alberto Tomba; in quella sua ultima presenza olimpica si piazzò inoltre 8º nello slalom gigante e non concluse il supergigante. Il 19 marzo 1988 colse a Åre il suo miglior risultato di carriera in Coppa del Mondo, classificandosi 4º in slalom speciale, mentre il suo ultimo piazzamento in carriera fu il 12º posto ottenuto nello slalom speciale di Coppa del Mondo disputato a Sankt Anton am Arlberg il 21 dicembre dello stesso anno.

### Altre attività
Dopo il ritiro è diventato commentatore sportivo per le televisioni ZDF ed Eurosport.

## Palmarès

### Olimpiadi
- 1 medaglia:
  - 1 argento (slalom speciale a Calgary 1988)

### Mondiali
- 1 medaglia:
  - 1 oro (slalom speciale a Crans-Montana 1987)

### Coppa del Mondo
- Miglior piazzamento in classifica generale: 22º nel 1988

### Campionati tedeschi
- 5 medaglie (dati parziali fino alla stagione 1985-1986)[2]:
  - 5 ori (slalom gigante, slalom speciale nel 1979; slalom speciale nel 1980; slalom speciale nel 1983; slalom speciale nel 1985)